# Карлскуга
Карлскуга — місто та район у муніципалітеті Карлскуга, лен Еребру, Швеція населення якого складає 27084 мешканців (2010).

## Географія
Містечко розташоване на північному березі озера Мьокельн, і невелике поселення спочатку називалося «Möckelns bodar». Назва Карлскоґа походить від імені шведського короля Карла IX, та слова «skog», що означає ліси.

## Історія
У 1586 році на території міста утворилася парафія і невдовзі була збудована дерев'яна церква. У 17 столітті тут заклали 14 малих залізорудних ливарень та 8 молотів з гідроприводом для гартування сталі. Більшість з цих цехів працювали і в 1860-х, але незабаром більшість робіт, пов'язаних з ливарством, перейшли до підприємства Бофорс, що знаходилося поблизу. У 1871 році Бофорс виробив 6124 метричних тонн заліза, більш ніж будь-який інший завод у Швеції. У 1882 році парафія (socken) Карлскоґа нараховувала 11 184 мешканців.
Розвиток міста був пов'язаний з підприємством Бофорс, яке наприкінці 19 століття перетворилося з залізорудних копалень на виробника гармат, а в 20-му столітті ще більше диверсифікувалося у військовій промисловості. Найвідомішим власником Бофорсу був Альфред Нобель, який володів компанією з 1894 до своєї смерті в грудні 1896 року. Він відіграв ключову роль у переході від виробництва заліза до виготоблення сучасних гармат та хімічної промисловості. Влітку впродовж 1894–1896 років він проживав у Садибі Бйоркбьорн. Хоча він і помер у своїй віллі в Санремо, в Італії, та мав будинок у Парижі, Франція, але було вирішено, що його резиденцією залишиться Бйоркбьорн у Карлскозі. Ось чому саме тут був офіційно зареєстрований його відомий заповіт, написаний у Парижі 1895 року, який дав змогу започаткувати Нобелівську нагороду.
У 1940 році містечко Карлскуга та прилегла територія (тепер муніципалітет Карлскуга) отримали офіційний статус міста (stad). З 1971 року цей статус не має офіційного значення і лише забудована територія «de facto» вважається містом.

## Міжнародні відносини

### Міста-побратими
| Місто     | Країна    | Регіон              |
| --------- | --------- | ------------------- |
| Ольборг   | Данія     | Північна Ютландія   |
| Вітон     | США       | Іллінойс            |
| Ріігімякі | Фінляндія | Канта-Гяме          |
| Санремо   | Італія    | Лігурія             |
| Хусавік   | Ісландія  | Нордурланд-Ейстра   |
| Шепетівка | Україна   | Хмельницька область |

## Відомі особистості
Народилися:
- Моніка Форсберг (* 1950) — шведська поп-співачка, поетеса-піснярка, актриса.

## Спорт
У Карлскузі створено такі спортивні команди:
- KB Karlskoga FF
- БІК Карлскуга
- Karlskoga GK

## Галерея

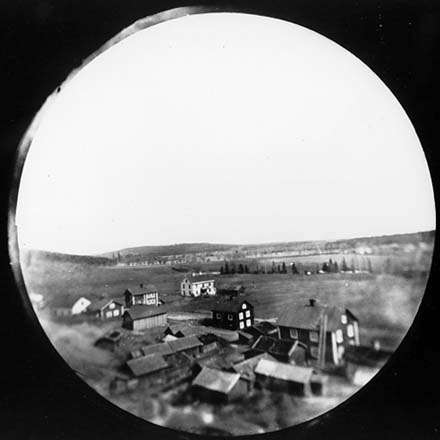
Фотографія Карлскоґу за допомогою ракети Альфреда Нобеля в 1896 чи 1897.
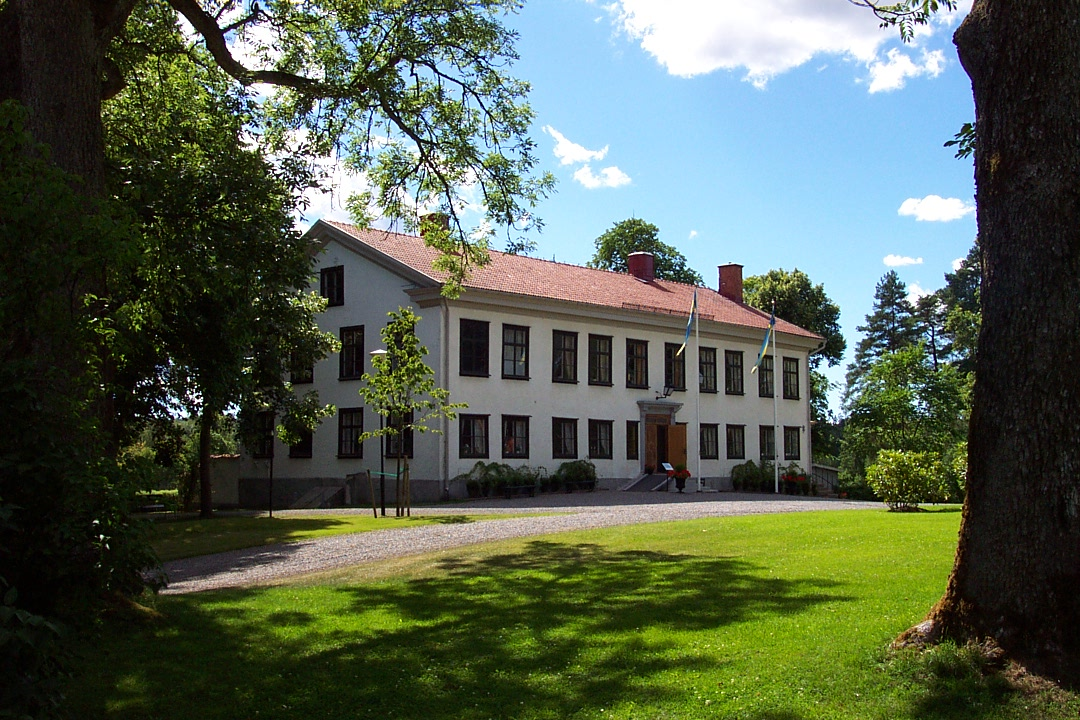
Літня садиба, резиденція Альфреда Нобеля на території металоргійного заводу Бофорс.
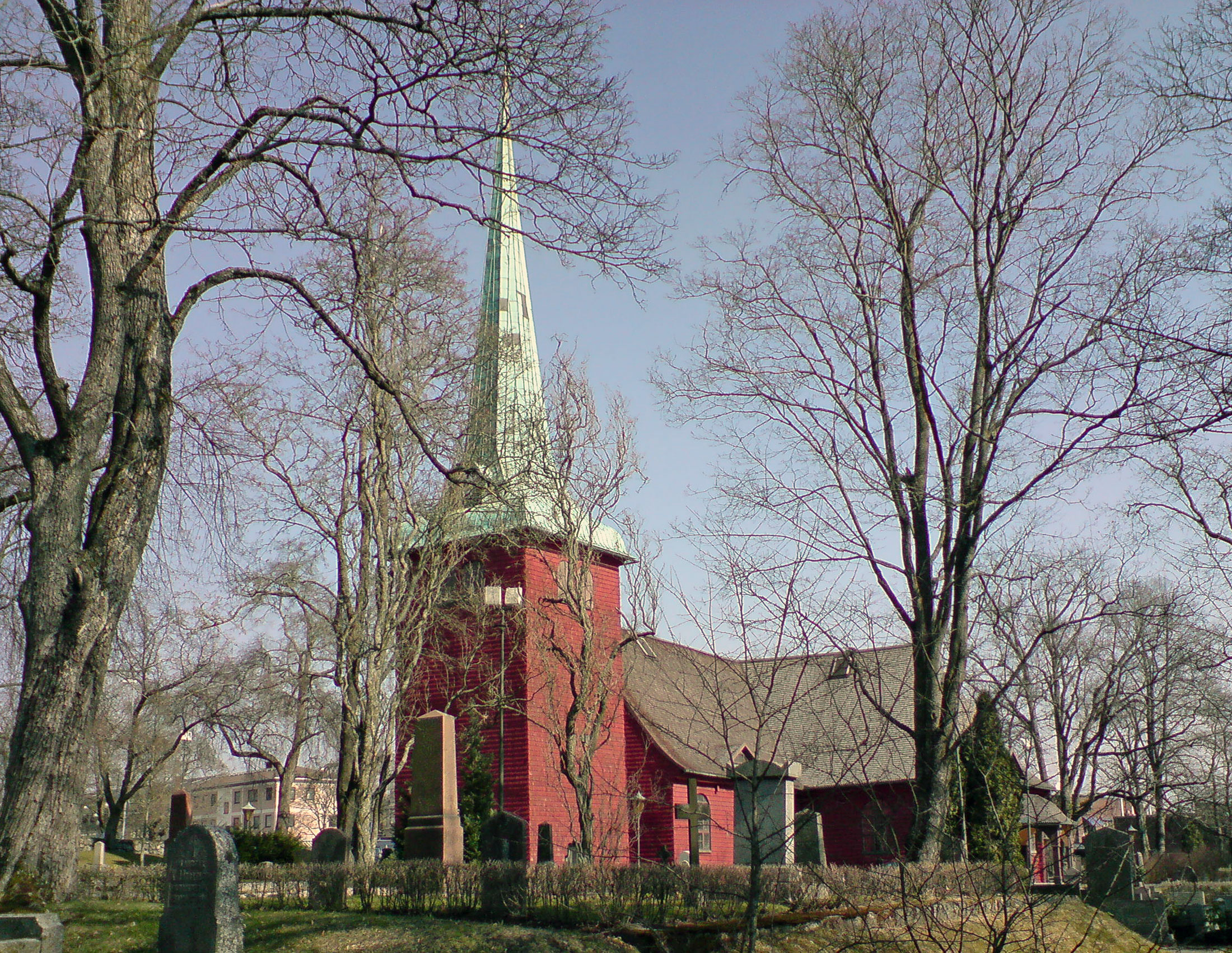
Церква у Карлскозі.